# 4+1視景模型

4+1視景模型的說明

4+1視景模型（4+1 view model）也稱為4+1架構視圖，是「以使用多個、並發的視景為基礎，描述軟體密集系統的架構」的視景模型。這些視景是用各利益相關者的觀點來描述系統，包括有用終端使用者、開發、系統工程師以及專案經理。模型的四個視景是邏輯、開發、過程以及實體視景。此外，也可以用用例或情景（scenarios）來描述架構（+1），因此可以稱為4+1視景：
- 邏輯視景（Logical view）：邏輯視景和提供給終端使用者的機能有關。會用统一建模语言（UML）來表現邏輯視景，包括有類別圖、状态图等[2]。
- 過程視景（Process view）：過程視景處理系統的動態層面，說明系統的過程以及通訊的方式，著重在系統運行時的時間特性。過程視景描述並發性、分散、整合者、性能以及可擴縮性（scalability）等。表示過程視景的UML有时序图、通信图（英语：Communication diagram）、活动图[3][2]。
- 開發視景（Development view）：開發視景描述從程式設計師的觀點所看到的系統，著重軟體的管理。此視景也稱為實現視景（implementation view），會用到UML中的组件图來說明系統組件。包图（英语：Package diagram）也可以用來說明開發視景[2]
- 實體視景（Physical view）：實體視景以系統工程師的觀點來說明系統，這和軟體組件在實體層上的拓撲有關，也和各組件之間的實體連接有關。此視景也稱為是佈署視景（deployment view）UML圖中的部署图（英语：Deployment diagram）可以說明實體視景[2]。
- 情景（scenarios）：這種說明架構的方式是透過小型的用例或情景來進行，這是第五個觀點。情景會敘述各物件、各過程之間互動的結果。也可以用來識別架構元素，也可敘述並且確認架構設計。這也是架構原形測試的起點。此視景也稱為是用例視景（use case view）。

4+1視景模型是通用的，沒有限制標示方式、工具或是設計方法。摘錄Kruchten的文字如下
4+1視景模型是通用，也可以使用其他的標示方式或工具。也可以使用其他的設計方式，特別是在邏輯以及過程的拆解上。不過我們會指出我們曾經成功使用的方法。——Architectural Blueprints—The "4+1" View 
Model of Software Architecture